# Hexatronic
Hexatronic Group AB er en svensk producent af fiberkabler. Virksomheden har hovedkvarter i Göteborg og blev grundlagt i 1993. I Hexatronic Group er der ca. 50 selskaber med omkring 1300 ansatte.